# Narciarstwo dowolne na Zimowych Igrzyskach Olimpijskich 2014 – halfpipe mężczyzn
Halfpipe mężczyzn – czwarta z konkurencji rozgrywanych w ramach narciarstwa dowolnego na Zimowych Igrzyskach Olimpijskich 2014 w Soczi. Zawodnicy rywalizowali 18 lutego w rynnie ROSA PIPE w ośrodku sportów ekstremalnych Ekstrim-park Roza Chutor, umiejscowionym w Krasnej Polanie. Był to debiut tej konkurencji na igrzyskach olimpijskich. Pierwszym w historii mistrzem olimpijskim został faworyzowany do tego tytułu Amerykanin David Wise, wicemistrzem został zawodnik Kanadyjski Micheal Riddle. Natomiast brązowy krążek olimpijski wywalczył przedstawiciel Francji Kevin Rolland.

## Terminarz
| Data      | Konkurencja  | Godzina rozpoczęcia | Godzina rozpoczęcia |
| Data      | Konkurencja  | Czas CET            | Czas lokalny        |
| --------- | ------------ | ------------------- | ------------------- |
| 18 lutego | Kwalifikacje | 14:45               | 17:45               |
| 18 lutego | Finały       | 18:30               | 21:30               |

## Tło
| Data                                                                               | Miejscowość                                                                        | Zwycięzca                                                                          | Drugi                                                                              | Trzeci                                                                             | Źródło                                                                             |
| Wyniki halfpipe'u podczas zawodów Pucharu Świata w narciarstwie dowolnym 2013/2014 | Wyniki halfpipe'u podczas zawodów Pucharu Świata w narciarstwie dowolnym 2013/2014 | Wyniki halfpipe'u podczas zawodów Pucharu Świata w narciarstwie dowolnym 2013/2014 | Wyniki halfpipe'u podczas zawodów Pucharu Świata w narciarstwie dowolnym 2013/2014 | Wyniki halfpipe'u podczas zawodów Pucharu Świata w narciarstwie dowolnym 2013/2014 | Wyniki halfpipe'u podczas zawodów Pucharu Świata w narciarstwie dowolnym 2013/2014 |
| ---------------------------------------------------------------------------------- | ---------------------------------------------------------------------------------- | ---------------------------------------------------------------------------------- | ---------------------------------------------------------------------------------- | ---------------------------------------------------------------------------------- | ---------------------------------------------------------------------------------- |
| 17 sierpnia                                                                        | Cardrona                                                                           | Antti-Jussi Kemppainen                                                             | Aaron Blunck                                                                       | Taylor Seaton                                                                      | [ 2 ]                                                                              |
| 20 grudnia                                                                         | Copper Mountain                                                                    | Aaron Blunck                                                                       | Kevin Rolland                                                                      | Gus Kenworthy                                                                      | [ 3 ]                                                                              |
| 3 stycznia                                                                         | Calgary                                                                            | Justin Dorey                                                                       | Noah Bowman                                                                        | Matt Margetts                                                                      | [ 4 ]                                                                              |
| 12 stycznia                                                                        | Breckenridge                                                                       | David Wise                                                                         | Micheal Riddle                                                                     | Kevin Rolland                                                                      | [ 5 ]                                                                              |
| Wyniki halfpipe'u na mistrzostwach świata 2011                                     |                                                                                    |                                                                                    |                                                                                    |                                                                                    |                                                                                    |
| 5 lutego                                                                           | Park City                                                                          | Micheal Riddle                                                                     | Kevin Rolland                                                                      | Simon Dumont                                                                       | [ 6 ]                                                                              |
| Wyniki halfpipe'u na mistrzostwach świata 2013                                     |                                                                                    |                                                                                    |                                                                                    |                                                                                    |                                                                                    |
| 5 marca                                                                            | Voss                                                                               | David Wise                                                                         | Torin Yater-Wallace                                                                | Thomas Krief                                                                       | [ 7 ]                                                                              |

## Wyniki

### Kwalifikacje
| Pozycja | Nr | Zawodnik               | Reprezentacja              | Zjazdy | Zjazdy | Najlepszy | Uwagi |
| Pozycja | Nr | Zawodnik               | Reprezentacja              | 1      | 2      | Najlepszy | Uwagi |
| ------- | -- | ---------------------- | -------------------------- | ------ | ------ | --------- | ----- |
| 1.      | 1  | Justin Dorey           | Kanada                     | 91,60  | 6,40   | 91,60     | Q     |
| 2.      | 9  | David Wise             | Stany Zjednoczone          | 88,40  | 68,60  | 88,40     | Q     |
| 3.      | 21 | Benoit Valentin        | Francja                    | 87,00  | 1,00   | 87,00     | Q     |
| 4.      | 4  | Kevin Rolland          | Francja                    | 84,80  | 68,80  | 84,80     | Q     |
| 5.      | 35 | Josiah Wells           | Nowa Zelandia              | 83,00  | 49,40  | 83,00     | Q     |
| 6.      | 3  | Micheal Riddle         | Kanada                     | 82,20  | 75,00  | 82,20     | Q     |
| 7.      | 6  | Noah Bowman            | Kanada                     | 80,60  | 77,80  | 80,60     | Q     |
| 8.      | 12 | Lyndon Sheehan         | Nowa Zelandia              | 78,20  | 80,00  | 80,00     | Q     |
| 9.      | 5  | Antti-Jussi Kemppainen | Finlandia                  | 79,40  | 60,40  | 79,40     | Q     |
| 10.     | 22 | Beau-James Wells       | Nowa Zelandia              | 76,80  | 66,40  | 76,80     | Q     |
| 11.     | 16 | Thomas Krief           | Francja                    | 74,80  | 69,60  | 74,80     | Q     |
| 12.     | 2  | Aaron Blunck           | Stany Zjednoczone          | 69,40  | 72.00  | 72.00     | Q     |
| 13.     | 18 | Jon Anders Lindstad    | Norwegia                   | 30,80  | 69,00  | 69,00     |       |
| 14.     | 8  | Yannic Lerjen          | Szwajcaria                 | 67,60  | 29,60  | 67,60     |       |
| 15.     | 10 | Matt Margetts          | Kanada                     | 66,80  | 17,80  | 66,80     |       |
| 16.     | 23 | Nils Lauper            | Szwajcaria                 | 65,00  | 58,00  | 65,00     |       |
| 17.     | 27 | Murray Buchan          | Wielka Brytania            | 58,40  | 62,40  | 62,40     |       |
| 18.     | 31 | Joel Gisler            | Szwajcaria                 | 60,80  | 2,60   | 60,80     |       |
| 19.     | 24 | Marco Ladner           | Austria                    | 56,60  | 58,60  | 58,60     |       |
| 20.     | 28 | Andreas Gohl           | Austria                    | 54,80  | 22,80  | 54,80     |       |
| 21.     | 20 | Xavier Bertoni         | Francja                    | 53,40  | 51,60  | 53,40     |       |
| 22.     | 13 | Kentaro Tsuda          | Japonia                    | 53,00  | 23,40  | 53,00     |       |
| 23.     | 29 | James Machon           | Wielka Brytania            | 37,40  | 52,20  | 52,20     |       |
| 24.     | 32 | Pawieł Nabokich        | Rosja                      | 13,40  | 50,40  | 50,40     |       |
| 25.     | 30 | Kim Kwang-jin          | Korea Południowa           | 45,40  | 34,40  | 45,40     |       |
| 26.     | 34 | Torin Yater-Wallace    | Stany Zjednoczone          | 7,00   | 39,00  | 39,00     |       |
| 27.     | 26 | Peter Crook            | Brytyjskie Wyspy Dziewicze | 24,20  | 25,20  | 25,20     |       |
| 28.     | 19 | Lyman Currier          | Stany Zjednoczone          | 4,20   | 12,60  | 12,60     |       |
| -       | 33 | Byron Wells            | Nowa Zelandia              | DNS    | DNS    | DNS       | DNS   |

### Finał
| Pozycja | Nr | Zawodnik               | Reprezentacja     | Zjazdy | Zjazdy | Najlepszy |
| Pozycja | Nr | Zawodnik               | Reprezentacja     | 1      | 2      | Najlepszy |
| ------- | -- | ---------------------- | ----------------- | ------ | ------ | --------- |
| 01 !    | 9  | David Wise             | Stany Zjednoczone | 92,00  | 3,40   | 92,00     |
| 02 !    | 3  | Micheal Riddle         | Kanada            | 71,40  | 90,60  | 90,60     |
| 03 !    | 4  | Kevin Rolland          | Francja           | 88,60  | 29,80  | 88,60     |
| 4.      | 35 | Josiah Wells           | Nowa Zelandia     | 85,60  | 78,40  | 85,60     |
| 5.      | 6  | Noah Bowman            | Kanada            | 80,40  | 82,60  | 82,60     |
| 6.      | 22 | Beau-James Wells       | Nowa Zelandia     | 62,00  | 80,00  | 80,00     |
| 7.      | 2  | Aaron Blunck           | Stany Zjednoczone | 68,60  | 79,40  | 79,40     |
| 8.      | 5  | Antti-Jussi Kemppainen | Finlandia         | 74,40  | 78,20  | 78,20     |
| 9.      | 12 | Lyndon Sheehan         | Nowa Zelandia     | 55,20  | 72,60  | 72,60     |
| 10.     | 21 | Benoit Valentin        | Francja           | 10,00  | 61,00  | 61,00     |
| 11.     | 16 | Thomas Krief           | Francja           | 4,60   | 28,60  | 28,60     |
| 12.     | 1  | Justin Dorey           | Kanada            | 20,40  | 14,20  | 20,40     |